# مانويل غولد
مانويل غولد (بالألمانية: Manuel Gulde)‏ (12 فبراير 1991 بمانهايم في ألمانيا - ) هو لاعب كرة قدم ألماني في مركز قلب الدفاع. شارك مع منتخب ألمانيا تحت 16 سنة لكرة القدم ومنتخب ألمانيا تحت 17 سنة لكرة القدم ومنتخب ألمانيا لكرة القدم تحت 18 سنة ومنتخب ألمانيا تحت 19 سنة لكرة القدم ومنتخب ألمانيا تحت 20 سنة لكرة القدم. أما مع النوادي، فقد لعب مع بادربورن 07 ونادي فرايبورغ ونادي كارلسروه ونادي هوفنهايم ونادي هوفنهايم ب ‏ ونادي كارلسروه 2 ‏.

## روابط خارجية
- مانويل غولد على موقع الاتحاد الأوربي (الإنجليزية)
- مانويل غولد على موقع قاعدة بيانات كرة القدم.إي يو (الإنجليزية)
- مانويل غولد على موقع بيانات كرة القدم. دي إي (الألمانية)
- مانويل غولد على موقع Soccerway.com (الإنجليزية)
- مانويل غولد على موقع عالم كرة القدم.نت (الإنجليزية)
- مانويل غولد على موقع AS.com (الإسبانية)